# 美味牛肝菌
美味牛肝菌（学名：Boletus edulis）是一种可食用的蕈菇，也称大腿蘑、網紋牛肝菌，属于真菌类。
美味牛肝菌的子实体为肉质，伞盖褐色，直径最大可达25厘米，1千克重，菌盖厚，下面有许多小孔，类似牛肝，可生食，也可制成干制品。
美味牛肝菌生长在林间空地上，性喜温暖潮湿，子实体粗壮肉厚，结实细嫩，营养丰富，味道鲜美与树根一起形成菌根，产于北半球温带地区，在中国主要产于四川、云南等地，其他各地森林地区也有出产。
另外有几种牛肝菌也可以食用，常和美味牛肝菌混淆：
- 黑牛肝菌（Boletus aereus）
- 褐红牛肝菌（Boletus pinophilus），也叫松蘑，尤其多生长在松树林中，有松脂清香味。
- 网柄牛肝菌（Boletus reticulatus）

美味牛肝菌有时容易和有毒的苦粉孢牛肝菌（Tylopilus felleus）混淆，苦粉孢牛肝菌的菌肉是白色的，味苦。此外还容易和也可以食用的褐圆孔牛肝菌（Gyroporus castaneus）混淆，后者一般较小。

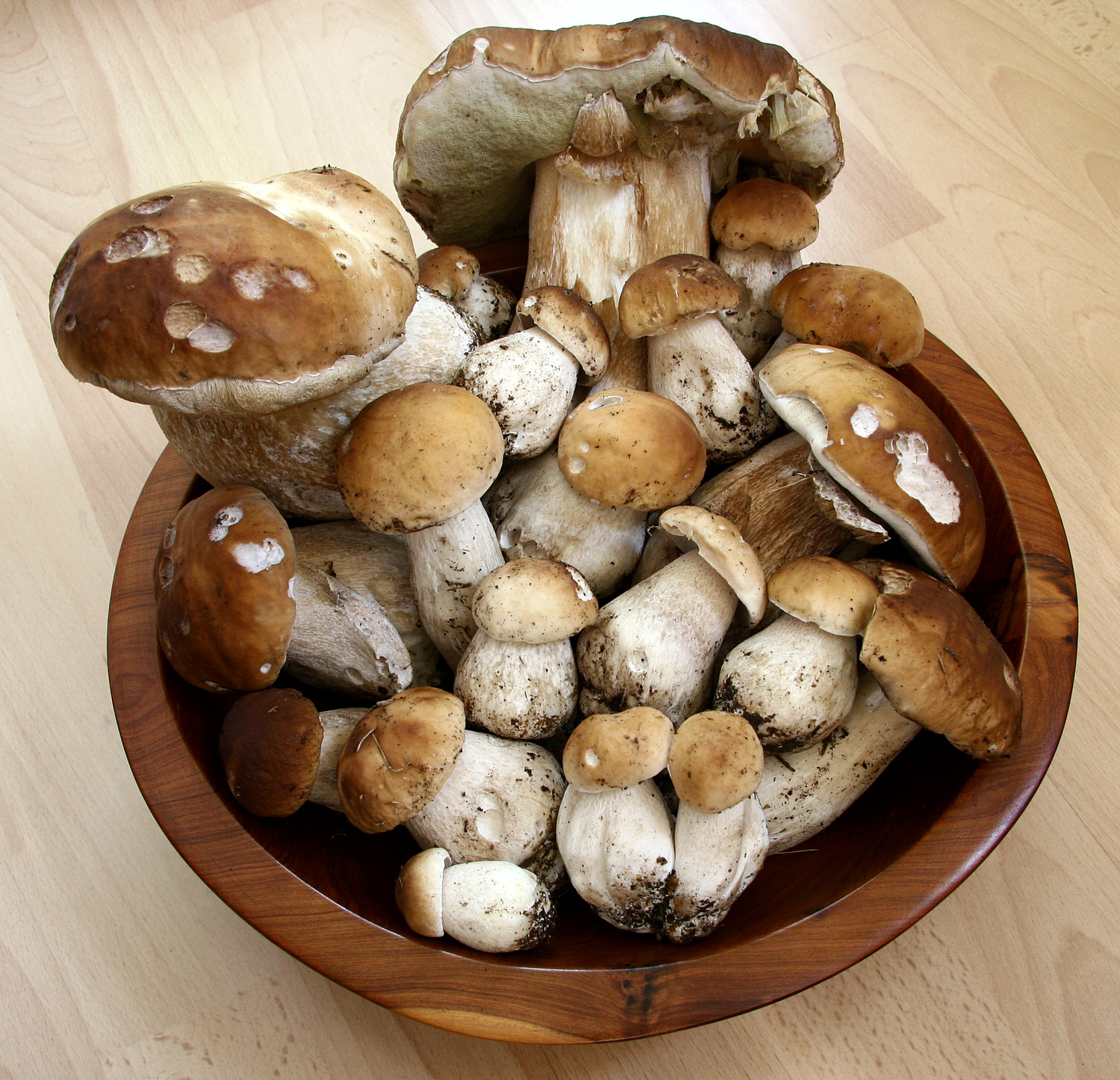
采集的美味牛肝菌
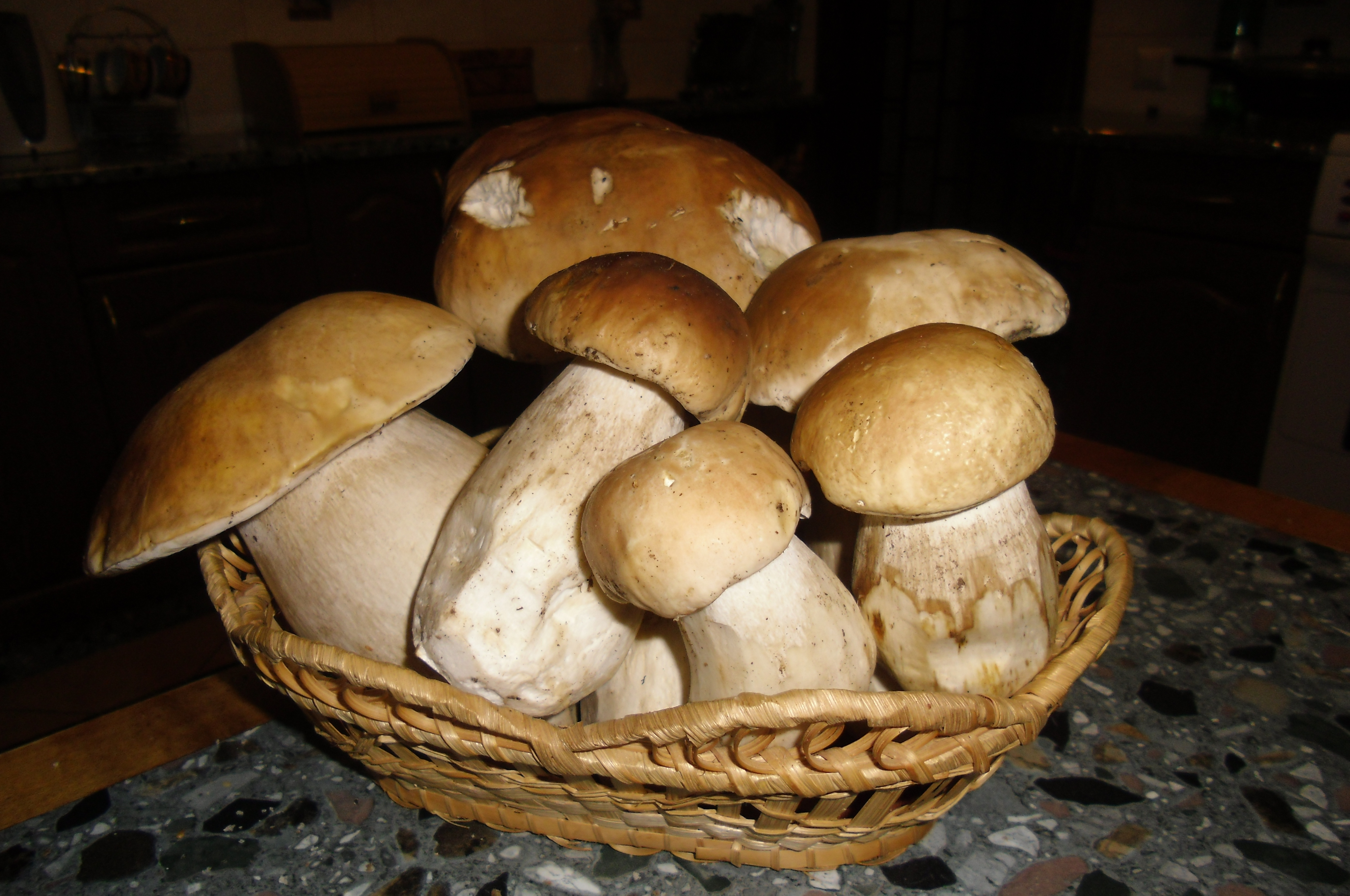
在喀尔巴阡山脉广泛分布的美味牛肝菌

## 相关标准
- GBT 23191-2008 牛肝菌 美味牛肝菌